# Naaktheid

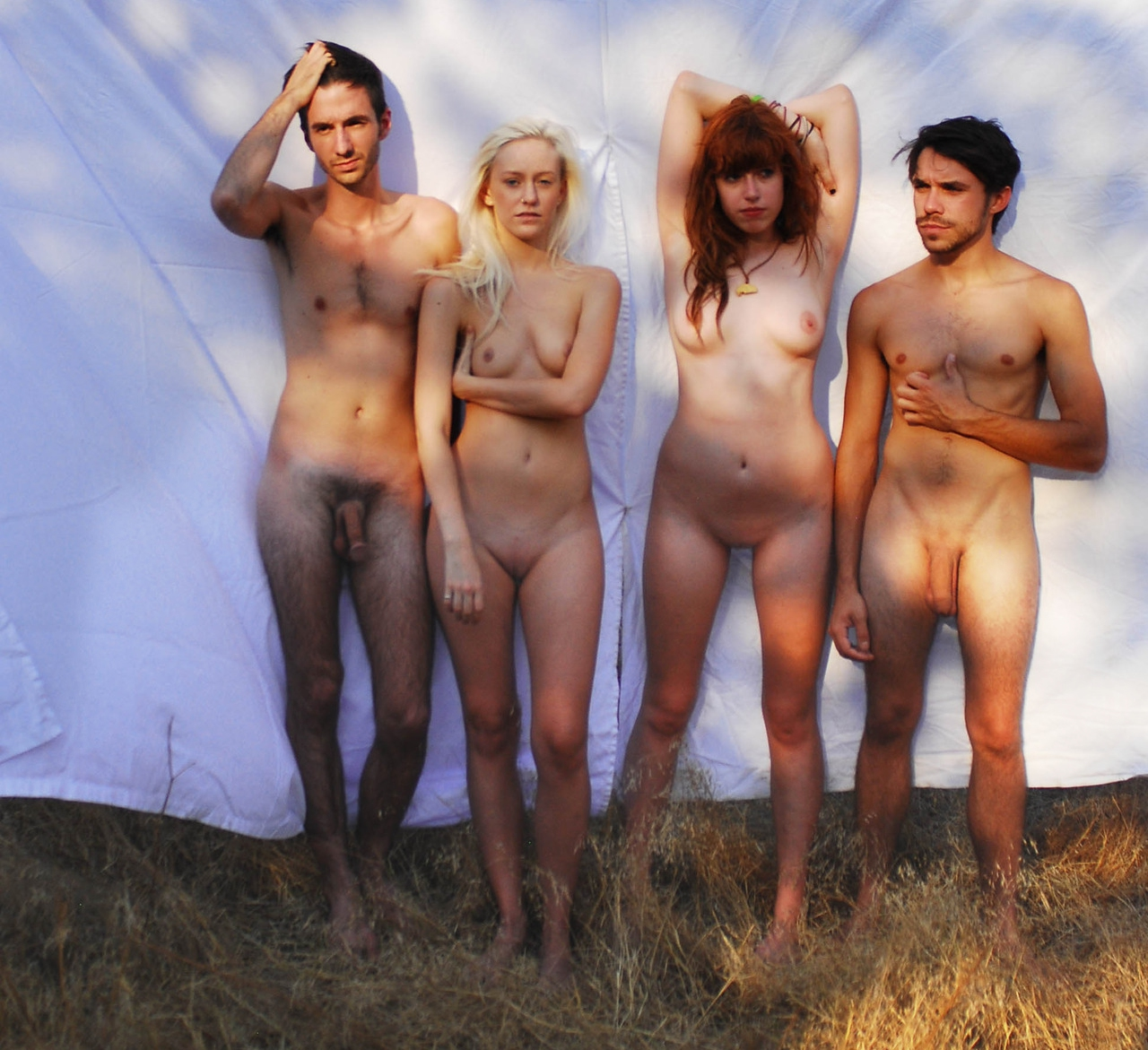
Jonge naakte mannen en vrouwen

Naaktheid is het niet dragen van kleding. Naakt wordt ook bloot genoemd, of in verhullend taalgebruik in adamskostuum. Om te benadrukken dat geheel naakt bedoeld wordt, worden ook wel termen als spiernaakt of piemelnaakt  gebruikt. De term 'bloot' wordt ook gebruikt voor het onbedekt zijn van bepaalde lichaamsdelen (blote armen, blote benen, blote voeten, bloot bovenlijf, bloot onderlijf, blootshoofds); blote vrouwenborsten worden in het Nederlands vaak aangeduid met het Engelse leenwoord topless.
De hoeveelheid lichaamsbedekking, en welke delen al dan niet bedekt worden, is niet alleen een kwestie van warmte en bescherming, maar hangt ook af van sociale normen, wetten en kledingvoorschriften. In vrijwel alle culturen en omstandigheden is gekleed gaan de norm. De term 'halfnaakt' betekent gedeeltelijk gekleed; vaak in het bijzonder: met ontbloot bovenlichaam; ook, ruimer: schaars gekleed.

## Achtergrond
Het zich naakt vertonen in het openbaar is over het algemeen in de westerse samenleving een taboe, maar wel aan verandering onderhevig. De schaamte voor naaktheid is door het Westen in de afgelopen eeuwen met overgave als missie, roeping en zending bij andere culturen overgebracht. In de Bijbel wordt naaktheid in verband gebracht met iets dat zondig is. De zondeval van Adam en Eva wordt als volgt beschreven: "Ze wisten na deze eerste zonde van goed en kwaad en ontdekten (zo) dat ze naakt, dus ongekleed, waren". (Genesis 3:7).
Moest in het begin van de twintigste eeuw nog vrijwel geheel gekleed gebaad worden, vanaf het laatste kwart van de twintigste eeuw is het voor vrouwen in sommige delen van de wereld, waaronder West-Europa, geheel geaccepteerd om topless op het strand te liggen.
| |  |  |
| Op afbeeldingen (vaak uit de VS) worden geslachtskenmerken van blote mensen soms wazig weergegeven om aan de FCC-eisen te voldoen. |  |  |

## Verschillende situaties
De toelaatbaarheid van naaktheid is afhankelijk van locatie en situatie. Op sommige stranden in West-Europa is topless sinds het eind van de twintigste eeuw geaccepteerd, maar bijvoorbeeld niet tijdens het winkelen op de aangrenzende boulevard. In kerken en gebedshuizen gelden striktere kledingvoorschriften, bijvoorbeeld het bedekken van hoofd, armen en benen, maar het kan ook volgens plaatselijk privaatrecht ook de andere richting opgaan zoals een verbod op schoeisel of ongewassen handen en voeten (zie rituele hand- en voetwassing). Ook in de zakenwereld wordt meestal arm- en beenbedekking verwacht, soms verschillend per geslacht.
Van kinderen wordt doorgaans meer naaktheid geaccepteerd.
Het taboe op naaktheid geeft betekenis aan het bewust naakt zijn zoals streaking of exhibitionisme. In de balletwereld wordt soms naakt opgetreden als bijzondere vorm van expressie.

### Bij medici
In de medische zorg is naaktheid soms onvermijdelijk, en het is zelden een bezwaar als patiënt en verzorger van verschillend geslacht zijn. Er zijn verschillende maatregelen gebruikelijk om het moment van naaktheid kort te houden en te ontdoen van niet-medische connotaties. De patiënt houdt bijvoorbeeld zijn onderbroek aan en doet die alleen even uit als dat voor het onderzoek nodig is.

### Sauna

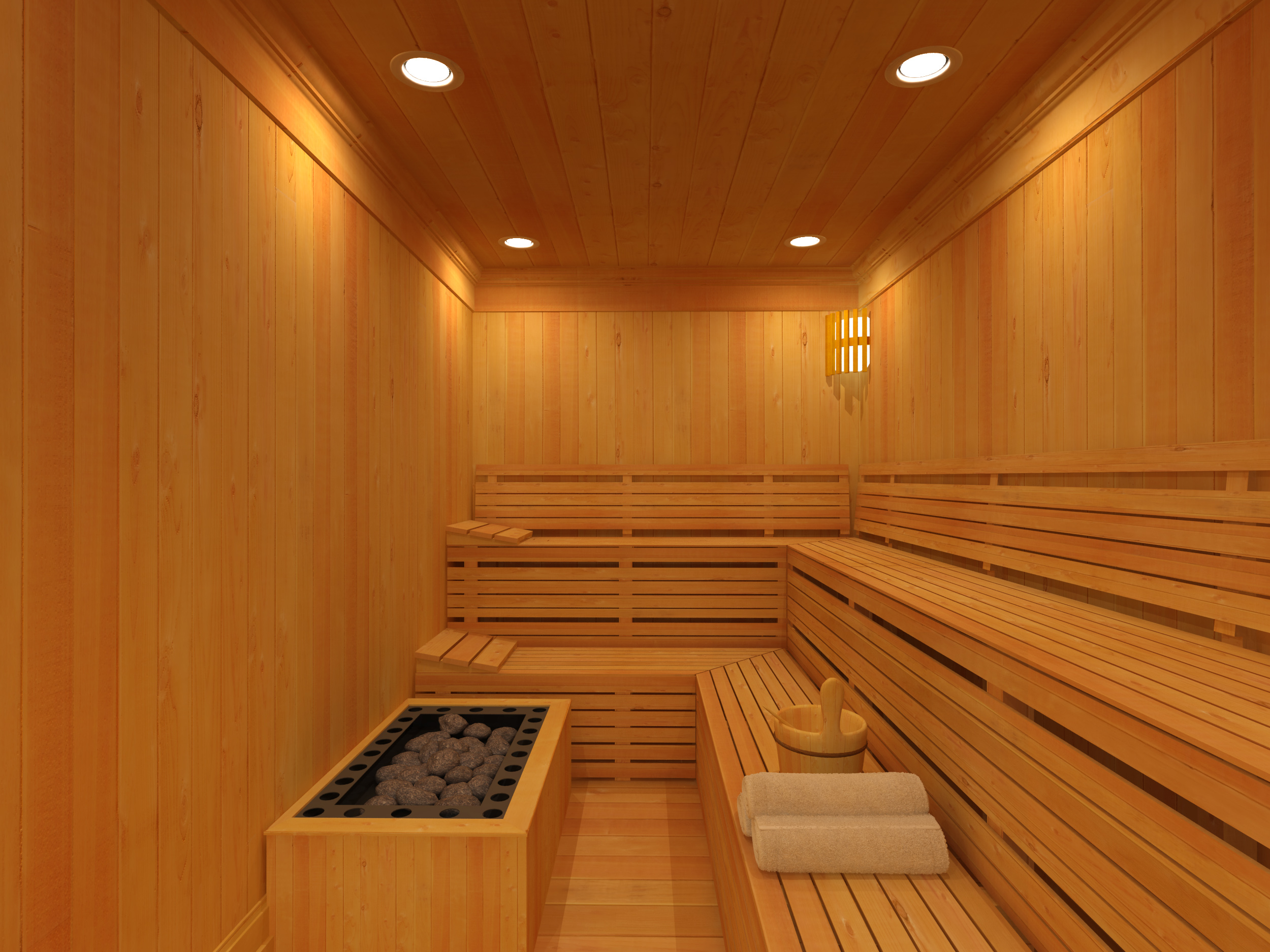
Binnenkant van een sauna

Wat in een sauna de gewoonte is, is sterk van het land afhankelijk. De meeste sauna's in Nederland zijn gemengd voor mannen en vrouwen en naaktheid is er normaal — een situatie die overeenkomt met het naturisme, alhoewel er (op verzoek) ook badkledingdagen georganiseerd worden. In andere landen wordt in de sauna zwemkleding gedragen of gaan mannen en vrouwen niet samen in de sauna, zoals in openbare sauna's in Finland.

### Naturisme
In de 20e eeuw is vanuit de reformbeweging het georganiseerd naturisme opgekomen, waar niet alleen het naakt zijn belangrijk is maar ook het wederzijds respect. Vaak wordt deze groep ten onrechte nudisten genoemd. Bij nudisten gaat het om het naakt zijn in het algemeen. In landen als Zuid-Afrika wordt in het kader van culturele dekolonisatie ook geregeld teruggekeerd naar (ont)kledingsnormen van voor de kolonisatie van zuidelijk Afrika door het Britse Rijk.

## Geschiedenis

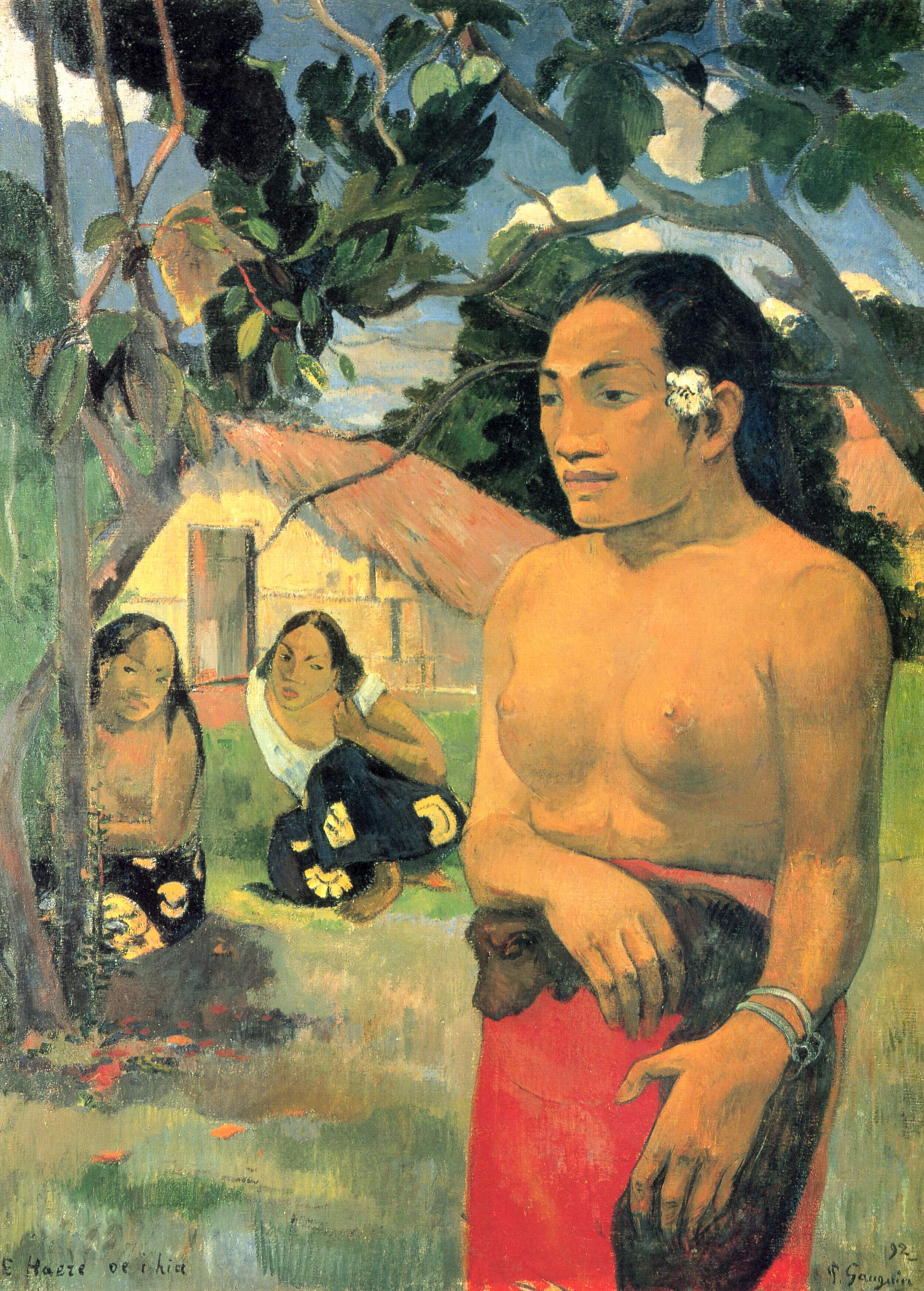
Paul Gauguin, Waar ga je naartoe? Marquesaseilanden (1891)

Over het algemeen is men het erover eens dat de eerste mens van nature naakt leefde. Antropologen hebben het beeld dat mensen in eerste instantie dierenhuid of plantaardig materiaal gingen gebruiken om zichzelf tegen het klimaat te beschermen, vooral vanaf het moment dat de eerste mensen migreerden naar andere klimaatgebieden. Vanuit Bijbels standpunt ziet men dat de eerste mensen, Adam en Eva, na het eten van de vrucht van kennis zich bewust over hun naaktheid gingen schamen, waarna zij zich bedekten met vijgenbladeren. Naaktheid zelf was dus geen zonde en wordt in de Bijbel ook niet verboden (hoewel er wel kledingvoorschriften zijn, in het bijzonder voor priesters), maar inmiddels wordt het door gelovige mensen wel zo bekeken, en ontstond het westerse taboe op naaktheid.
Deze vijgenbladeren werden vaak in de kunst gebruikt om de geslachtsdelen af te dekken. De Oude Grieken deden daar niet aan, een "Grieks" beeld met vijgenblad dateert altijd uit latere tijd.
In andere culturen is de houding tegen naaktheid verschillend.

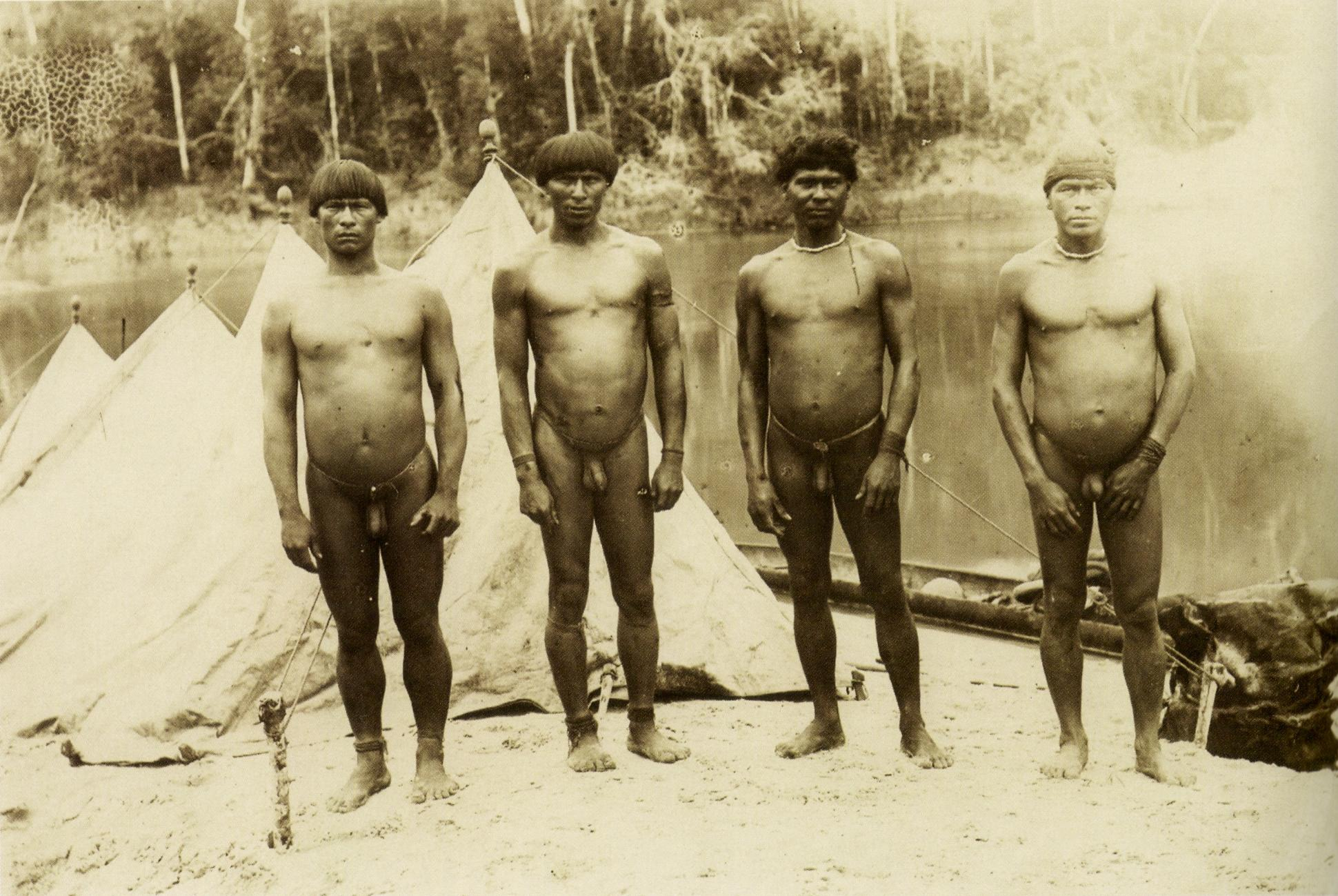
Mehinako-indianen (1894)

In veel gemeenschappen in warme klimaten was naaktheid, of bijna-naaktheid, de standaardpraktijk zowel voor mannen als voor vrouwen, tot de komst van de westerse cultuur. In bepaalde Afrikaanse en Zuid-Amerikaanse culturen waren de mannen geheel naakt, soms met uitzondering van een touw rond hun middel. Met dit touw vond men zich adequaat gekleed om te jagen of om aan groepsbijeenkomsten deel te nemen. Zonder het touw vonden zij zich naakt. Bij een aantal papoea-stammen op Nieuw-Guinea dragen de mannen alleen een peniskoker. Hoewel deze koker het zicht op de penis zelf verbergt, ziet hij er van grotere afstand uit als een grote fallus in erectie. Een man zonder koker, werd echter bezien als schaamtevol naakt. Ook onder de Chumash-indianen in Zuid-Californië waren de mannen (in de zomer) gewoonlijk naakt, en de vrouwen meestal topless. Ook de oorspronkelijke Amerikanen zoals de Tupi aan de Braziliaanse kust en in het Amazonegebied waren over het algemeen naakt, of zoals de Ge bijna naakt. Bij veel stammen was de enige kleding die de mannen droegen een middel om de voorhuid van de penis dicht te klemmen. Andere indianenvolkeren vermeden echter naaktheid. Zo zorgden de Quechua- en Aymara-volkeren in en rond de Andes ervoor merendeels bedekt te blijven. In de 19e eeuw was het onder druk van de Amerikaanse kolonisten dat vrouwen op de eilanden van Hawaii een lange stoffen of rieten rok met top gingen dragen en hun dans aanpasten zodat deze minder 'sensueel' werd: tot die tijd werd de dans door vrouwen topless uitgevoerd.

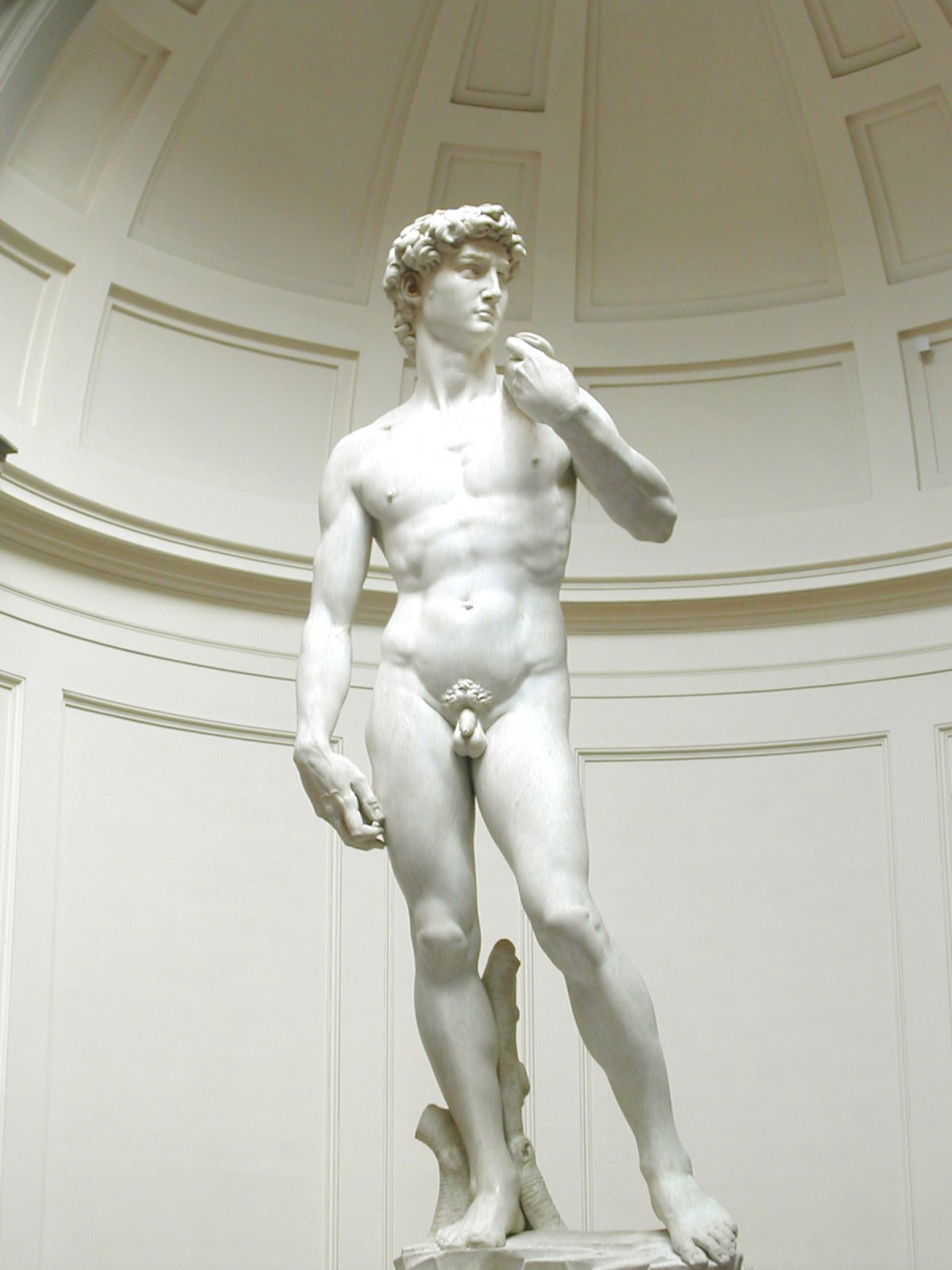
David van Michelangelo

In de vroege Griekse oudheid was naaktheid min of meer geaccepteerd, bijvoorbeeld bij de Doriërs op Kreta en in Sparta. In het Helleense Griekenland en Rome werd publieke naaktheid geaccepteerd in publieke baden, evenals naaktheid bij sportwedstrijden. Het Griekse woord gymnasium (van gymnos – naakt) betekent een plek waar je naakt kan zijn. Bij vele sportevenementen werden vrouwelijke toeschouwers echter niet toegelaten, met uitzondering van Sparta. Het was bovendien een vernederende straf om iemand uit te kleden en zweepslagen te geven op een openbaar plein. In Sparta was het daarentegen gewoon dat zowel slaven als jongeren naakt waren.
In de 6e eeuw deed de preutsheid meer opgang. Benedictus van Nursia schreef voor dat monniken geheel gekleed moesten slapen. Tot aan het begin van de 8e eeuw werden christenen in West-Europa naakt gedoopt, als Adam en Eva vóór de zondeval. In de Karolingische tijd verdween deze gewoonte en kreeg naaktheid een seksuele bijbetekenis die ze voorheen niet had.
Europese mannen droegen lange tunieken tot aan de 15e eeuw. Vanaf dat moment verscheen kleding die de genitaliën weliswaar bedekte, maar tegelijk de aandacht erop vestigde, zoals strakke broeken met braguette. Ook de hiervoor genoemde peniskoker is tegelijk bedekkend en accentuerend.
In het victoriaanse tijdperk werd openbare naaktheid geheel niet meer getolereerd door de burgerij, onder andere in Amerika. Maar over de vermeende preutsheid werden ook grappen gemaakt. Bijvoorbeeld schreef de Engelse Frederick Marryat in 1839 over zijn reis naar Amerika dat zelfs objecten die vaag menselijk waren moesten worden bedekt. Zo vond men het niet netjes als tafelpoten onbedekt bleven. Meubels zouden een soort rokjes aankrijgen om de poten te bedekken.
Op de stranden kwam een scheiding tussen mannen en vrouwen. In de 19e eeuw was naaktheid in de Franse salonkringen acceptabel, zolang het om een "klassieke" setting ging. In het begin van de 20e eeuw was het op sommige stranden indecent als de mannelijke tepels zichtbaar waren. De wollen badpakken, zeker als ze nat waren, verborgen echter de mannelijke vormen geheel niet.

## Naaktheid in de kunst
|                                                               |  | |
| Adam en Eva door Jan van Scorel, "toevallig" achter een takje |  | Allegorie van de overwinning, met een schaambedekking die in werkelijkheid heel onpraktisch zou zijn |

In de schilderkunst is naaktheid vanouds gebruikt om voor mannen aantrekkelijke vrouwen weer te geven. Als het onderwerp mythologisch of religieus van aard was, dan was dit algemeen geaccepteerd. Werd een echte vrouw (al dan niet met zichtbaar schaamhaar) geschilderd, dan resulteerde dit in een rel, zoals bij Francisco Goya's schilderij La maja desnuda en Manets Le déjeuner sur l'herbe.
Vrouwen worden in de schilderkunst meestal zonder schaamhaar afgebeeld en meestal is de eigenlijke vulva niet zichtbaar. Vaak onttrekt een struikje of een doek de geslachtsdelen aan het oog. In kunstuitingen met Jezus aan het kruis draagt hij haast altijd een lendendoek.
Het naschilderen van een naaktmodel wordt veel beoefend, niet alleen omdat dit in een aantrekkelijk schilderij kan resulteren, maar ook om goed te leren kijken naar het menselijk lichaam. Een schilderij van bijvoorbeeld een blote rug is een van de grootste uitdagingen voor een schilder.
Aphrodite van Knidos wordt beschouwd als het eerste beeldhouwwerk van een naakte vrouw in de klassieke oudheid. In de hedendaagse kunst met naakt is Spencer Tunick een bekende naam. Hij neemt foto's van grote groepen naakte mensen.
Naaktheid komt, behalve in pornofilms, maar zeer beperkt voor in films; als het voorkomt is het bijvoorbeeld vaak erg kort, of niet volledig en niet frontaal. In onder meer de film L'Inconnu du lac (Stranger by the Lake) komt naaktheid ook in langere scènes voor. Overeenkomstig de titel is er veel mannelijk naakt in de filmmusical Naked Boys Singing! uit 2007. Wim T. Schippers heeft in zijn televisieprogramma's naakte vrouwen getoond, en ook wel naakte mannen, waaronder zichzelf, in We zijn weer thuis.

## Naakte minderjarigen op foto's en films

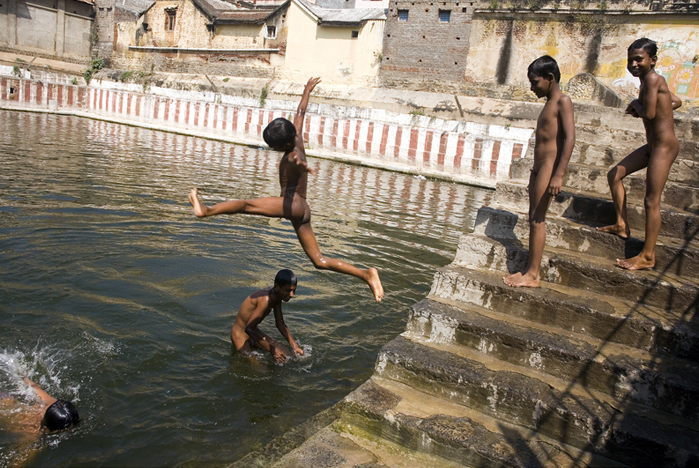
Kinderen zwemmen naakt in India.

In Nederland is een normale afbeelding van een geheel of gedeeltelijk ontbloot kind in de gezinssfeer niet strafbaar. Dit soort afbeeldingen staan op de eerste twee niveaus van de COPINE-schaal, een graadmeter voor kinderporno. Deze schaal loopt van 1 tot 10, waarbij de eerste twee niveaus in principe niet strafbaar zijn.
Bij niveau 3 en hoger kan een afbeelding echter wel vallen onder de strafbepalingen voor kinderporno: bij een onnatuurlijke pose, een seksueel getinte houding, nadruk op de geslachtsdelen, een heimelijke (naakt)opname, speciale voorwerpen, een bijzondere omgeving en uiteraard allerlei vormen van (ernstig) misbruik (niveau 7 tot en met 10). Kinderporno wordt intensief bestreden door justitie.
Als een naaktfoto van een minderjarige op internet staat of kan komen, kan de (al of niet nog minderjarige) betrokkene die dit ongewenst vindt gebruik maken van de dienst Take It Down van het National Center for Missing & Exploited Children van de VS. Deelnemende online platformen verwijderen een foto dan als een hash van een foto op het platform overeenkomt met de hash van de opgegeven foto; hoewel de hash veel minder bytes in beslag neemt dan de hele foto is het dan namelijk hoogstwaarschijnlijk dezelfde foto. De deelnemende platforms zijn Facebook, Instagram, OnlyFans, Yubo en Pornhub. Een beperking is dat na een bewerking van de foto, de hash anders is en de foto dus niet herkend wordt. In het geval van kinderporno of als anderszins de foto onrechtmatig op internet is gekomen of dreigt te komen, zijn zwaardere maatregelen mogelijk.
Belangenbehartigers wereldwijd voor naaktrecreatie en naturisme, zoals de Internationale Naturistenfederatie, riepen begin 2025 Meta Platforms op om hun regels ten aanzien van niet-seksuele beelden van naaktheid te versoepelen.

## Niet-menselijk naakt
Huisdieren en paarden worden soms (bij guur weer, omdat eigenaars dat leuk vinden, of zelfs als extensie van het menselijk uniform, zoals dekkleden met insignia, zoals het wapen, van de berijdende ridder) met textiel afgedekt, maar men zegt nimmer dat een dier naakt is omdat die afdekking ontbreekt. Naakt betekent hier onbehaard, wat zelfs bij sommige rassen van pelsdieren voorkomt (zie o.a. naakthond). Verder spreekt men van naaktslakken louter als tegenstelling met de huisjesslak.
Bij planten wordt de term naakt naar analogie gebruikt voor het ontbreken van een externe beschermingslaag, zoals in de term naaktzadig(e).
Ook voor voorwerpen en zelfs begrippen wordt soms 'bloot' gezegd; het kan betekenen
- 'onbeschermd', zoals in 'blootstellen'
- 'uitsluitend', zoals in bloot eigendom (eigendom zonder directe beschikking).